# Plectocryptus intaminatus
Plectocryptus intaminatus är en stekelart som först beskrevs av Cameron 1897.  Plectocryptus intaminatus ingår i släktet Plectocryptus och familjen brokparasitsteklar. Inga underarter finns listade i Catalogue of Life.